# (2765) Dinant
(2765) Dinant – planetoida z grupy pasa głównego asteroid okrążająca Słońce w ciągu 5 lat i 213 dni w średniej odległości 3,15 j.a. Została odkryta 4 marca 1981 roku w Obserwatorium La Silla przez Henriego Debehogne. Nazwa planetoidy pochodzi od belgijskiego miasta Dinant. Przed nadaniem nazwy planetoida nosiła oznaczenie tymczasowe (2765) 1981 EY.